# Avelengo
Avelengo (en alemán, Hafling) es un municipio italiano situado en la provincia autónoma de Bolzano, en Tirol del Sur. Tiene una población estimada, a fines de mayo de 2023, de 789 habitantes.
Forma parte del comprensorio del Burgraviato.
La localidad tiene cierta notoriedad por haber dado nombre a la raza equina avelignese (en alemán, haflinger)
Casi la totalidad de la población tiene como lengua materna el alemán.

## Evolución demográfica
| Gráfica de evolución demográfica de Avelengo entre 1921 y 2023                      |
|                                                                                     |
| Fuente: Istituto Nazionale di Statistica (ISTAT) - Elaboración gráfica de Wikipedia |